# Rio Elvas
O rio Elvas é um curso de água que banha o estado de Minas Gerais, Brasil. É afluente do rio das Mortes, que faz parte da bacia hidrográfica do rio Grande, um dos principais rios da bacia do rio Paraná.
Apresenta 79 km de extensão e drena uma área de 876 km². Sua nascente localiza-se no município de Santa Rita de Ibitipoca, a uma altitude de aproximadamente 1200 m na serra da Mantiqueira.
Em seu percurso o rio Elvas atravessa a cidade de Ibertioga e banha os municípios de São João del-Rei, Barbacena, Prados e Tiradentes. Sua foz no rio das Mortes situa-se no limite dos municípios de São João del-Rei e Tiradentes.